# Nekrolog 1979
Nekrolog
◄◄
| ◄
| 1975
| 1976
| 1977
| 1978
| 1979 | 1980 | 1981 | 1982 | 1983 | ► | ►►
1. Quartal |
2. Quartal |
3. Quartal |
4. Quartal 
Weitere Ereignisse | Allgemeiner Nekrolog 1979
Die Beschreibung der verstorbenen Person sollte so kurz wie möglich gehalten sein und nur deren signifikante Tätigkeit(en) enthalten.
Neue Namen ggf. auch unter dem Geburts- und Sterbedatum, also etwa unter 1. Januar und im Geburts- und Sterbejahr (2024) eintragen (nur bei entsprechender großer Wichtigkeit). Für Beispiele siehe die schon vorhandenen Artikel.
Außerdem über die fünf zuletzt Verstorbenen, zu denen es einen ausreichend guten Artikel für eine Präsentation auf der Hauptseite gibt, nach der todesbedingten Überarbeitung der Artikel ggf. auch unter Wikipedia Diskussion:Hauptseite informieren und sie am besten auch in den anderen Wikipedia-Sprachversionen eintragen. Tipp: Regelmäßig bei news.google.de nach „ist tot“, „gestorben“ oder „verstorben“ suchen.
Wenn eine Person gestorben ist, gibt es viele Seiten zu dieser Person in der Wikipedia, die davon auch betroffen sind und entsprechend aktualisiert werden müssen. Beispiele: Namenübersichtsseite, Geburtsjahr, Geburtsort-Seiten und viele mehr.
Wie finde ich die betroffenen Seiten?
Im Suchfeld auf der linken Seite gibt man den Suchbegriff so ein: „Vorname Nachname“. Dann klickt man auf Volltext und alle Seiten mit entsprechendem Suchtext werden aufgerufen. Hier sieht man dann schnell, wo auch das Todesjahr Sinn macht oder sogar ein Teil des Artikels angepasst werden muss. Auch hilft das „Werkzeug“ auf der linken Seite sehr gut, um solche Seiten aufzufinden: „Links auf diese Seite“. Somit ist die Wikipedia wieder aktuell in allen Bereichen! Hinweis: bei Eintragung der Kategorie „Gestorben JAHR“ wird der Missbrauchsfilter 49 ausgelöst, was jedoch nicht schlimm ist. Siehe: Spezial:Missbrauchsfilter/49
Dies ist eine Liste von im Jahr 1979 verstorbenen bekannten Persönlichkeiten. Die Einträge erfolgen innerhalb der einzelnen Daten alphabetisch sortiert. Tiere sind im Nekrolog für Tiere zu finden.
Die Liste ist nach Quartalen aufgeteilt:
- Nekrolog 1. Quartal 1979: Januar, Februar und März
- Nekrolog 2. Quartal 1979: April, Mai und Juni
- Nekrolog 3. Quartal 1979: Juli, August und September
- Nekrolog 4. Quartal 1979: Oktober, November und Dezember

## Datum unbekannt
| Teja Aicher                      | österreichischer Maler, Texter und Illustrator                                                                  |  |
| Krikor Agathon                   | ägyptischer Fechter und Sportschütze sowie Sportfunktionär                                                      |  |
| Italo Alfaro                     | italienischer Regisseur und Drehbuchautor für das Fernsehen, Film und Theater                                   |  |
| Israel Alter                     | österreichischer Sänger und Komponist, Kantor der Jüdischen Gemeinde zu Wien, Hannover, Johannesburg und New... |  |
| Eduardo Andreozzi                | brasilianischer Orchesterleiter und Jazzmusiker                                                                 |  |
| Arere Anentia                    | kenianischer Langstreckenläufer                                                                                 |  |
| Antonio Aranda                   | spanischer Armeeoffizier                                                                                        |  |
| Afonso Redentor Araújo           | Komponist von Pátria, der Nationalhymne Osttimors                                                               |  |
| Carmelita Aubert                 | katalanische Sängerin und Schauspielerin                                                                        |  |
| Lamberto Baldi                   | italienischer Dirigent und Komponist                                                                            |  |
| Hamis Bassarewan                 | osttimoresischer Unabhängigkeitsaktivist und Politiker                                                          |  |
| Reinhard Boos                    | deutscher Politiker (NSDAP), Kommissar, Bürgermeister, Kreisgruppenleiters der NSDAP                            |  |
| César Borba                      | uruguayischer Politiker und Diplomat                                                                            |  |
| Friedrich Brand                  | deutscher Beamter und Manager                                                                                   |  |
| Ilse Braun                       | deutsche Schwester von Eva Braun                                                                                |  |
| Wiktor Walerianowitsch Bunak     | sowjetischer Anthropologe                                                                                       |  |
| Bill Carlsen                     | US-amerikanischer Jazz- und Unterhaltungsmusiker                                                                |  |
| Jacques Caroli                   | französischer Gastroenterologe                                                                                  |  |
| Till Carrière                    | deutscher Schauspieler                                                                                          |  |
| Louis Charpentier                | französischer Journalist, Schriftsteller und Herausgeber                                                        |  |
| Elfriede Cohnen                  | deutsche Juristin und Ärztin                                                                                    |  |
| Fernando Cortés                  | puerto-ricanischer Schauspieler, Drehbuchautor und Regisseur                                                    |  |
| Bill Crump                       | US-amerikanischer Jazz-Saxophonist und Flötist                                                                  |  |
| Kléber Dadjo                     | togoischer Staatschef (1967)                                                                                    |  |
| Iwan Michailowitsch Danischewski | russisch-sowjetischer Tschekist und Luftfahrtingenieur                                                          |  |
| Ahmed Daouk                      | libanesischer Politiker (Großlibanon)                                                                           |  |
| Albert Dietrich                  | deutscher Violinist, Bratschist und Musikpädagoge                                                               |  |
| Minna Dölz                       | deutsche Gewerkschafterin                                                                                       |  |
| Robert John Wilson Douglas       | kanadischer Geologe (Erdölgeologie, Sedimentologie, Stratigraphie, Tektonik)                                    |  |
| Jeanne Dusseau                   | kanadische Sängerin (Sopran) und Gesangspädagogin                                                               |  |
| Ludwig Eberlein                  | deutscher Jurist und Journalist                                                                                 |  |
| Max Eschle                       | deutscher Gebrauchsgrafiker                                                                                     |  |
| Werner Feldscher                 | deutscher Oberregierungsrat im Reichsministerium des Innern, Judenreferent                                      |  |
| Ilse Fischer                     | deutsche Malerin und Grafikerin                                                                                 |  |
| Yusef Forutan                    | iranischer Setarspieler                                                                                         |  |
| Antonio Francese                 | uruguayischer Politiker                                                                                         |  |
| Kurt Frieders                    | deutscher Jurist                                                                                                |  |
| Herbert Frister                  | deutscher Landespolitiker (SPD/SED)                                                                             |  |
| Raphaël Fumet                    | französischer Komponist und Organist                                                                            |  |
| Franz F. Fürst                   | deutscher Filmarchitekt                                                                                         |  |
| Émile Gagnan                     | französischer Ingenieur                                                                                         |  |
| Rudolf Gallois                   | österreichischer Maschinenbauingenieur und Verbandsfunktionär                                                   |  |
| Lawrence Gellert                 | US-amerikanischer Folklore- und Musikforscher                                                                   |  |
| Carola Giedion-Welcker           | Schweizer Kunsthistorikerin                                                                                     |  |
| Maria Gorete Joaquim             | osttimoresische Freiheitskämpferin                                                                              |  |
| Grace Greenwood Ames             | US-amerikanische Malerin                                                                                        |  |
| Angelos Grimanis                 | griechischer Tänzer und Choreograph                                                                             |  |
| Hermann Grosselfinger            | deutscher Maler und Alpinist                                                                                    |  |
| Hans Grünhut                     | österreichisch-niederländischer Sänger                                                                          |  |
| Walter Harvey                    | britischer Kameramann                                                                                           |  |
| Arminius Hasemann                | deutscher Bildhauer und Graphiker                                                                               |  |
| Hellmuth Heinze                  | deutscher Altphilologe und Pädagoge                                                                             |  |
| Michael Hesch                    | deutscher Ethnologe und Anthropologe                                                                            |  |
| Chalil al-Hibri                  | libanesischer Politiker und Geschäftsmann                                                                       |  |
| Beatrice Hicks                   | US-amerikanische Ingenieurin                                                                                    |  |
| Hans Hocheder                    | deutscher Kommunalpolitiker                                                                                     |  |
| Anton Hofer                      | italienischer Designer (Südtirol)                                                                               |  |
| Hartley Howard                   | englischer Journalist und Schriftsteller                                                                        |  |
| Ion Idriess                      | australischer Schriftsteller                                                                                    |  |
| Georg Joachimoglu                | griechischer Pharmakologe und Professor                                                                         |  |
| Henry Lewis Jaffe                | amerikanischer Pathologe in New York                                                                            |  |
| Tadeusz Joachimowski             | polnischer politischer Häftling im Konzentrationslager Auschwitz                                                |  |
| Leopoldo Joaquim                 | osttimoresischer Politiker und Freiheitskämpfer                                                                 |  |
| José Jobim                       | brasilianischer Diplomat                                                                                        |  |
| Margarete Junk                   | deutsche Sozialarbeiterin                                                                                       |  |
| Khenpo Tsöndrü                   | tibetischer Mönchsgelehrter                                                                                     |  |
| Helmut Kleinicke                 | deutscher Kriegkreisbaumeister und Judenretter                                                                  |  |
| Ludwig Klemm                     | deutscher SS-Unterscharführer und im Zweiten Weltkrieg stellvertretender Kommandant des Ghettos Izbica          |  |
| Waldemar Klink                   | deutscher Chorleiter und Komponist                                                                              |  |
| Avni Kurgan                      | türkischer Fußballtorhüter                                                                                      |  |
| Wadim Kutschin                   | sowjetischer Nachrichtendienstmitarbeiter und Oberst des KGB                                                    |  |
| Bernhard Langer                  | deutscher Häftling des KZ Sachsenhausen                                                                         |  |
| Robert Lannoy                    | französischer Komponist                                                                                         |  |
| Luciano Malaspina                | italienischer Dokumentarfilmer und Journalist                                                                   |  |
| Theodoro Henrique Maurer         | brasilianischer Romanist und Lusitanist Schweizer Abstammung                                                    |  |
| Henri-Francis Mazoyer            | französischer Botschafter                                                                                       |  |
| Moisés Moleiro                   | venezolanischer Komponist und Pianist                                                                           |  |
| Emmy Moor                        | Schweizer Journalistin, Gerichtsberichterstatterin                                                              |  |
| Stellan Mörner                   | schwedischer Graf, Maler und Schriftsteller                                                                     |  |
| Michail Fjodorowitsch Nesturch   | sowjetischer Anthropologe, Primatenforscher und Autor                                                           |  |
| Friedrich Wilhelm Neumann        | deutscher Philologe und Slawist                                                                                 |  |
| Hermann Ohlthaver                | deutsch-namibischer Unternehmer                                                                                 |  |
| Antonio Paretti                  | italienischer Straßenbauingenieur                                                                               |  |
| Ilse Pieper                      | deutsche Malerin                                                                                                |  |
| Jürgen Pörschmann                | deutscher Schauspieler, Drehbuchautor und Regisseur am Berliner Ensemble                                        |  |
| Aristide Pozzali                 | italienischer Boxer                                                                                             |  |
| Denis Preston                    | britischer Musikproduzent und Musikkritiker                                                                     |  |
| Modesto Rebollo                  | uruguayischer Politiker                                                                                         |  |
| Franz Xaver Reimspieß            | österreichischer Fahrzeugkonstrukteur                                                                           |  |
| Wilhelm Reinold                  | deutscher Bankier                                                                                               |  |
| Heinrich Rengel                  | Schweizer Politiker (Frontenbewegung)                                                                           |  |
| Helmuth Rhenius                  | deutscher Politiker, MdHB                                                                                       |  |
| Hugo Ribeiro Carneiro            | brasilianischer Politiker                                                                                       |  |
| Hans Rickers                     | deutscher Landschaftsmaler                                                                                      |  |
| Hermann Ried                     | deutscher Politiker (NSDAP), MdR                                                                                |  |
| Kenneth W. Robinson              | US-amerikanischer Physiker                                                                                      |  |
| Sidney Rosenthal                 | US-amerikanischer Erfinder (Filzstift)                                                                          |  |
| Aldo Rossi                       | italienischer Jazzmusiker                                                                                       |  |
| Roger Rossmeisl                  | deutscher Gitarrenbauer                                                                                         |  |
| Jean Rouppert                    | französischer Zeichner und Bildhauer                                                                            |  |
| Franz Ruff                       | deutscher Architekt                                                                                             |  |
| Ludwig Rusch                     | deutscher Widerstandskämpfer und Parteifunktionär                                                               |  |
| Hugo Salzmann                    | deutscher Gewerkschafter, Kommunist und Antifaschist                                                            |  |
| Mohammad Musa Schafiq            | afghanischer Politiker (parteilos) und Dichter                                                                  |  |
| Arthur Schicker                  | deutscher Verwaltungsbeamter                                                                                    |  |
| Kurt Schinkel                    | deutscher Fußballspieler                                                                                        |  |
| Fritz Schmiedel                  | österreichischer Schauspieler und Theaterregisseur                                                              |  |
| Sera Key                         | osttimoresischer Linksaktivist und Freiheitskämpfer                                                             |  |
| Antonio Sicurezza                | italienischer Maler                                                                                             |  |
| Richard Simonton                 | US-amerikanischer Unternehmer                                                                                   |  |
| Charles L. Stevenson             | US-amerikanischer Philosoph                                                                                     |  |
| Sun Yunzhu                       | chinesischer Paläontologe                                                                                       |  |
| Nelson Tabajara de Oliveira      | brasilianischer Diplomat                                                                                        |  |
| Hede Teirich-Leube               | deutsche Ärztin                                                                                                 |  |
| Helmut Tellermann                | deutscher Jurist, Verwaltungsbeamter und Politiker                                                              |  |
| Hans Troschel                    | deutscher Kunstmaler                                                                                            |  |
| Ruth Maria Wagner                | deutsche Rundfunksprecherin und Redakteurin                                                                     |  |
| Max Waibel                       | deutscher Grafiker, Maler, Typograf und Drucker                                                                 |  |
| Immanuel Weissglas               | rumänischer Dichter                                                                                             |  |
| Ludwig Anton Weitmann            | deutscher Jurist                                                                                                |  |
| Gisela Wenz-Hartmann             | deutsche Schriftstellerin                                                                                       |  |
| Otto Weu                         | deutscher Musikpädagoge und Kirchenmusiker                                                                      |  |
| Cecil Williams                   | britisch-südafrikanischer Journalist, Lehrer, Theaterdirektor, Anti-Apartheids-Aktivist                         |  |
| Nadeschda Woronez                | russische bzw. sowjetische Geologin und Paläontologin                                                           |  |
| Lucky Wray                       | US-amerikanischer Country- und Rockabilly-Musiker                                                               |  |
| Napoleón Zayas                   | dominikanischer Merengue-Musiker, Komponist, Saxophonist und Orchesterleiter                                    |  |
| Fazel Ahmad Zekria               | afghanischer Künstler, Dichter und Komponist                                                                    |  |
| Italo Zingarelli                 | italienischer Journalist und Schriftsteller                                                                     |  |
| Argos Zodhiates                  | griechischer evangelischer Pastor und Missionar                                                                 |  |
| Bernard van Zuiden               | niederländischer Multimillionär und Textilunternehmer                                                           |  |